# Риу-Гранди (приток Параны)
Ри́у-Гра́нди — река в южной части центральной Бразилии. Берёт начало в горах Мантикейра недалеко от Атлантического океана в штате Минас-Жерайс. Длина 1230 км. Протекает по Бразильскому нагорью. В верхнем течении есть пороги. Впадает в Паранаибу и вместе с ней образует реку Парану, вторую по величине в Южной Америке. Питание реки дождевое, разливается в январе-марте.
Играет большую роль в производстве электроэнергии, построен каскад из двух водохранилищ общей мощностью 1,2 гВт, крупнейшее из которых — Фурнас.